# Championnats d'Europe de trampoline 1977
Navigation
Édition précédente Édition suivante
Les championnats d'Europe de trampoline 1977, cinquième édition des championnats d'Europe de trampoline, ont eu lieu en 1977 à Essen, en Allemagne de l'Ouest.

## Podiums
| Épreuves              | Or                                               | Argent                                               | Bronze                                                |
| --------------------- | ------------------------------------------------ | ---------------------------------------------------- | ----------------------------------------------------- |
| Hommes                |                                                  |                                                      |                                                       |
| Trampoline individuel | Eugeni Janes                                     | Stewart Matthews                                     | Eugeni Jakovenko Vladimir Zhadoev                     |
| Synchro               | Union soviétique Eugeni Janes Eugeni Jakovenko   | Union soviétique Alexandr Mikrukov Vladimir Zhadoev  | Allemagne de l'Ouest Robert Schwebel Werner Friedrich |
| Femmes                |                                                  |                                                      |                                                       |
| Trampoline individuel | Victoria Belyayava                               | Ute Scheile                                          | Gabriele Kruswicki                                    |
| Synchro               | Allemagne de l'Ouest Ute Luxon-Czech Ute Scheile | Union soviétique Tatiana Pallukh Galya Gaivoronskaya | Union soviétique Victoria Belyayava Olga Starikova    |

## Tableau des médailles
| Rang | Nation               | Or | Argent | Bronze | Total |
| ---- | -------------------- | -- | ------ | ------ | ----- |
| 1    | Union soviétique     | 3  | 2      | 3      | 8     |
| 2    | Allemagne de l'Ouest | 1  | 1      | 2      | 4     |
| 3    | Royaume-Uni          | 0  | 1      | 0      | 1     |